# Чичжоу Цзюхуашань (аэропорт)
Аэропорт Чичжоу Цзюхуашань (кит. 池州九华山机场), (ИАТА: JUH, ИКАО: ZSJH) — коммерческий аэропорт, обслуживающий авиаперевозки городского округа Чичжоу (провинция Аньхой, КНР). Расположен на территории городского района Гуйчи в 20 километрах от центра города. Порт также обеспечивает воздушное сообщение для городского округа Тунлин и района священной горы Цзюхуашань китайского буддизма — также приблизительно в 20 километрах до обоих районов.

## История
Строительство аэропорта началось 26 августа 2009 года. Первоначально проект предполагал бюджет в 609 миллионов юаней с открытием объекта в 201 году, однако по факту затраты на строительство составили 889 миллионов юаней, а аэропорт был открыт 29 июля 2013 года.

## Инфраструктура
Аэропорт эксплуатирует одну взлётно-посадочную полосу размерами 2400х45 метров с бетонным покрытием.
Пропускная способность воздушной гавани составляет полмиллиона пассажиров в год.